# Walt Disney Television Italia
Walt Disney Television Italia è un'azienda italiana operante nel settore televisivo di proprietà della The Walt Disney Company Italia.

## Attività imprenditoriali
La Walt Disney Television Italia produce serie televisive e cartoni animati per la The Walt Disney Company Italia. In passato era responsabile anche della gestione dei canali televisivi Disney italiani.

## Canali televisivi disponibili in passato
I canali sono stati disponibili all'interno dei bouquet a pagamento delle piattaforme TELE+ Digitale, Mediaset Premium e Sky Italia.
| Logo                | Nome              | Inizio trasmissioni | Fine trasmissioni |
| ------------------- | ----------------- | ------------------- | ----------------- |
|                     | Disney Channel    | 3 ottobre 1998      | 1º maggio 2020    |
| Disney Channel +1   | 24 dicembre 2004  |                     | 1º maggio 2020    |
| Disney Channel +2   | 1º ottobre 2011   | 9 aprile 2018       |                   |
| Disney Channel HD   | 1º febbraio 2012  | 1º maggio 2020      |                   |
|                     | Disney Junior     | 1º maggio 2020      | 14 maggio 2011    |
| Disney Junior +1    |                   | 1º maggio 2020      | 14 maggio 2011    |
|                     | Disney XD         | 28 settembre 2009   | 1º ottobre 2019   |
| Disney XD +1        |                   | 28 settembre 2009   | 1º ottobre 2019   |
| Disney XD +2        | 1º ottobre 2011   | 9 aprile 2018       |                   |
| Disney XD HD        | 15 settembre 2012 | 1º ottobre 2019     |                   |
|                     | Disney in English | 1º ottobre 2019     | 20 dicembre 2008  |
|                     | Disney Cinemagic  | 3 dicembre 2011     | 30 giugno 2019    |
| Disney Cinemagic HD |                   | 3 dicembre 2011     | 30 giugno 2019    |
|                     | Toon Disney       | 24 dicembre 2004    | 1º ottobre 2011   |
| Toon Disney +1      | 20 dicembre 2008  |                     | 1º ottobre 2011   |
|                     | Playhouse Disney  | 1º maggio 2005      | 14 maggio 2011    |
| Playhouse Disney +  | 31 luglio 2009    |                     | 14 maggio 2011    |
|                     | Jetix             | 1º marzo 2005       | 28 settembre 2009 |
| Jetix +1            |                   | 1º marzo 2005       | 28 settembre 2009 |